# Terranova (Sicignano degli Alburni)
Terranova è una frazione del comune di Sicignano degli Alburni, in provincia di Salerno, ricompresa nel Parco nazionale del Cilento e Vallo di Diano.

## Origine del nome
Il suo nome deriverebbe da torrinove, ossia Torri di vedetta.

## Storia
La frazione Terranova era in epoca feudale una fortezza di Sicignano. 
Durante il Regno di Napoli e il Regno delle Due Sicilie fu un casale amministrato dal comune di Sicignano ed appartenente al Distretto di Campagna.

## Geografia fisica
Situata a nord del territorio del Cilento, nella catena dei Monti Alburni; Terranova è la meno popolosa delle frazioni di Sicignano e la più vicina stradalmente, distando solo 2 km. L'abitato, con pianta grossomodo rotondeggiante, sorge vicino alla strada provinciale che da Scorzo raggiunge Petina.

Fra le piccole località sicignanesi, le vicinali di Terranova sono Casale e Rotale.

## Punti d'interesse
Il paese è interamente costituito da un abitato medievale ben conservato, con numerosi portali in pietra ed alcuni edifici cinquecenteschi; unito da un ponte con massicciata in porfido alla vicina strada provinciale. A livello ambientale si trova nel territorio del parco nazionale ed a ridosso dei boschi degli Alburni.

## Infrastrutture e trasporti
La stazione ferroviaria più vicina è quella di Sicignano, a circa 15 km e vicina all'omonimo svincolo autostradale dell'A3 Napoli-Salerno-Cosenza-Reggio Calabria. La strada statale più prossima è la SS 19, che attraversa la vicina Scorzo.